# Цьвенталька
Цьвенталька (пол. Ćwiętalka) — село в Польщі, у гміні Ополе-Любельське Опольського повіту Люблінського воєводства.
Населення — 218 осіб (2011).

## Демографія
Демографічна структура станом на 31 березня 2011 року:
|          | Загалом | Допрацездатний вік | Працездатний вік | Постпрацездатний вік |
| -------- | ------- | ------------------ | ---------------- | -------------------- |
| Чоловіки | 98      | 19                 | 64               | 15                   |
| Жінки    | 120     | 23                 | 64               | 33                   |
| Разом    | 218     | 42                 | 128              | 48                   |